# Costituzione sovietica del 1936

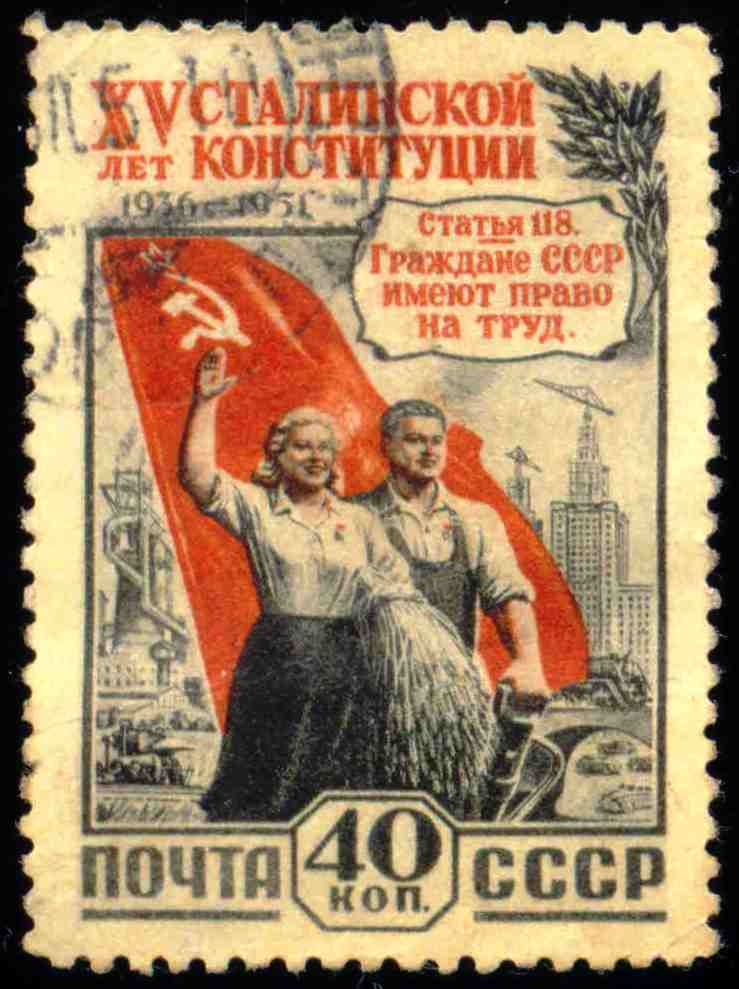
Francobollo sovietico del 1952, emanato per celebrare il 16º anno della promulgazione della Costituzione del 1936

La Costituzione sovietica del 1936, adottata il 5 dicembre 1936 e conosciuta anche come Costituzione di Stalin, ridisegnò la forma di governo dell'Unione Sovietica, sostituendo la Costituzione sovietica del 1918 e quella integrativa del 1924.
La Costituzione, promulgata in piena epoca staliniana, abrogò le restrizioni sul diritto di voto, istituì il suffragio universale diretto e contemplò nuovi diritti dei lavoratori che si aggiunsero a quelli già previsti dalla costituzione precedente, ammorbidendo leggermente le restrizioni religiose; restò in parte disattesa per lungo periodo, soprattutto nella parte dei diritti civili, vista la contemporaneità dell'emanazione della costituzione con le Grandi Purghe e di fatto sospesa durante gli anni della seconda guerra mondiale. Nel 1947 subì alcune aggiunte e modifiche minori da parte del Soviet Supremo, ma rimase in vigore fino alla promulgazione della Costituzione del 1977.

## Contenuto e struttura

### Principi generali
La Costituzione ai primi articoli stabilisce che l'Unione Sovietica è una dittatura degli operai e dei contadini e vieta la proprietà privata dei mezzi di produzione, riconosciuta la proprietà privata del reddito personale.

### Diritti dei cittadini
Il testo riconosce il diritto al lavoro (definito anche dovere, tranne per gli inabili, e secondo il principio "chi non lavora, non mangia" e "pari retribuzione, per pari lavoro"), alla tutela della salute con un sistema sanitario pubblico e universalistico, alla cura al momento della vecchiaia con le pensioni di anzianità o in caso di malattia con le pensioni e gli assegni di invalidità, all'alloggio (assegnato in uso perpetuo a ciascun nucleo famigliare o singolo lavoratore) e all'istruzione. La Costituzione del 1936 inoltre modifica il principio marxiano ("ognuno secondo le sue capacità, a ognuno secondo i suoi bisogni") in "da ciascuno secondo le sue capacità, a ciascuno secondo il suo lavoro".
La Costituzione assicura molti diritti civili: la divisione assoluta tra Stato e Chiesa, la libertà di culto religioso (ma non di propaganda, rimanendo così il culto un aspetto strettamente personale e privato, consentito nelle chiese autorizzate e nelle case) e di propaganda antireligiosa (art. 124), di parola, di stampa, di riunione e, entro certi limiti, di associazione (art. 125). L'articolo sulla libertà religiosa, che permise alle elezioni del 1937 l'ammissione di candidati comunisti espressamente credenti, fu voluto da Stalin in contrapposizione a gran parte della dirigenza del PCUS, che voleva invece proibire il culto e la libertà religiosa, imponendo l'ateismo scientifico.
Vengono riconosciuti anche l'inviolabilità della persona e l'habeas corpus (art. 127), l'uguaglianza assoluta dei sessi, oltre che l'inviolabilità del domicilio (art. 128), il diritto alla proprietà privata del reddito personale e all'impresa familiare (senza possibilità di assumere dipendenti, diritto riconosciuto solo allo Stato) e confermato l'obbligo di servizio militare per tutti i cittadini (art. 132), mentre il tradimento e lo spionaggio a favore del nemico vengono definiti come i reati più gravi (art. 133) e passibili della massima pena secondo il codice penale russo del 1922 (quindi la pena di morte, come in gran parte dei codici penali dell'epoca). Inoltre, viene anche affermato che chi tenta di danneggiare la proprietà socialista (senza specificare il modo) sarà considerato "nemico del popolo" (art. 131).

### Sistema politico
Prevede l'elezione diretta di tutti gli organi di governo e la loro riorganizzazione in un sistema singolo e uniforme.
La Costituzione del 1936 ha cambiato nome al Comitato Centrale Esecutivo, ribattezzandolo Soviet Supremo dell'Unione delle Repubbliche Socialiste Sovietiche, che aveva come principale potere quello legislativo. Come il suo predecessore, il Soviet Supremo era diviso in due organi: il Soviet dell'unione e il Soviet delle Nazionalità. La Costituzione delegava al Soviet Supremo il compito di scegliere le commissioni, che dovevano svolgere gran parte del lavoro.
Come nella Costituzione precedente, il Praesidium esercitò i pieni poteri del Soviet Supremo fra le sessioni ed ebbe il compito di interpretare le leggi. Il presidente del Praesidium era il capo di Stato. Il Sovnarkom (diventato nel 1946 il Consiglio dei ministri) ha continuato a fungere da ramo esecutivo del governo.
Il centro della politica rimane il Partito Comunista dell'Unione Sovietica, e il suo Segretario generale (Stalin, che era anche presidente del Praesidium).
Delle quattro costituzioni dell'Unione Sovietica, quella del 1936 è stata quella che è restata in vigore più a lungo (quasi 41 anni) e considerata la più democratica in quasi tutto il mondo.

### Struttura della Costituzione
La costituzione fu scritta al Presidium dell'VIII Congresso dei Soviet dell'Unione delle Repubbliche Socialiste Sovietiche, coinvolgendo gli operai e contadini dell'Unione delle Repubbliche Socialiste Sovietiche, col supporto di: Nedirbaj Ajtakov, Ivan Ivanovič Akulov, Andrej Andreev, Juldaš Achunbabajev, Vasilij Bljucher, Semën Budënnyj, Kliment Vorošilov, Nikolaj Ežov, Andrej Ždanov, Lazar' Kaganovič, Michail Kalinin, A.Kiselëv, Stanislav Kosior, Maksim Litvinov, Panas Ljubčenko, Anastas Mikojan, Vjačeslav Molotov, Gazanfar Musabekov, Grigorij Ordžonikidze, Grigorij Petrovskij, Pavel Postyšev, Abdullo Rachimbaev, Jan Rudzutak, Iosif Stalin, Daniil Sulimov, Nikita Chruščëv, Aleksandr Červjakov, Vlas Čubar', Nikolaj Švernik e Robert Èjche. Infine la costituzione fu adottata il 5 dicembre 1936 e conteneva 13 capitoli e 146 articoli:

#### Capitolo I– Struttura sociale
- Articolo 1, l'Unione delle Repubbliche Socialiste Sovietiche è uno stato socialista di operai e contadini
- Articolo 2 la base politica dell'URSS è costituita dai Soviet dei deputati dei lavoratori, che sono cresciuti e rafforzati in seguito al rovesciamento del potere dei proprietari terrieri e dei capitalisti e alla conquista della dittatura del proletariato.
- Articolo 3, tutto il potere nell'URSS appartiene ai lavoratori delle città e delle campagne, rappresentati dai Soviet dei deputati dei lavoratori.
- Articolo 4, la base economica dell'URSS è l'economia socialista e la proprietà socialista degli strumenti e dei mezzi di produzione, che sono state stabilite a seguito della liquidazione del sistema economico capitalista, l'abolizione della proprietà privata degli strumenti e mezzi di produzione e l'abolizione dello sfruttamento dell'uomo sull'uomo.
- Articolo 5, la proprietà socialista in URSS ha la forma di proprietà statale o la forma di proprietà agricola collettiva cooperativa (proprietà di singoli Kolchoz, proprietà di associazioni cooperative).
- Articolo 6, terra, suo sottosuolo, acque, foreste, fabbriche, miniere, ferrovie, trasporti marittimi e aerei, banche, comunicazioni, grandi imprese agricole organizzate dallo Stato (fattorie statali, stazioni di trattori...), così come i servizi di pubblica utilità e il principale patrimonio abitativo nelle città e nei centri industriali sono di proprietà dello Stato, cioè del demanio.
- Articolo 7, le imprese pubbliche nei Kolchoz e nelle organizzazioni cooperative con i loro attrezzi vivi e morti, i prodotti fabbricati dai Kolchoz e le organizzazioni cooperative, così come i loro edifici pubblici costituiscono la proprietà pubblica e socialista dei Kolchoz e delle organizzazioni cooperative. Ogni cortile Kolchasiano, oltre al reddito principale di un Kolchoz pubblico, ha un piccolo appezzamento di terreno personale per uso personale e una fattoria sussidiaria su un appezzamento personale, una casa di abitazione, bestiame produttivo, pollame e piccoli attrezzi agricoli - in secondo la carta di un artel agricolo.
- Articolo 8, la terra occupata dai Kolchoz è loro assegnata in uso gratuito e illimitato, cioè per sempre.
- Articolo 9, insieme al sistema economico socialista, che è la forma di economia dominante nell'URSS, è consentita dalla legge la piccola agricoltura privata di singoli contadini e artigiani, basata sul lavoro personale ed escludendo lo sfruttamento del lavoro altrui.
- Articolo 10, il diritto dei beni personali dei cittadini al reddito da lavoro e ai risparmi, a una casa d'abitazione e a una famiglia sussidiaria, agli oggetti per la casa, al consumo personale e alle comodità, nonché il diritto di ereditare il patrimonio personale i beni dei cittadini sono protetti dalla legge.
- Articolo 11, la vita economica dell'URSS è determinata e diretta dal piano economico nazionale statale nell'interesse dell'aumento della ricchezza sociale, un costante aumento del livello materiale e culturale dei lavoratori, il rafforzamento dell'indipendenza dell'URSS e rafforzando la sua capacità di difesa.
- Articolo 12, il lavoro in URSS è un dovere e una questione d'onore per ogni cittadino capace secondo il principio:" chi non lavora, non mangia ". In URSS viene attuato il principio del socialismo: "da ciascuno secondo le sue capacità, a ciascuno secondo il suo lavoro.

#### Capitolo II– Struttura statale
- Articolo 13, L'Unione delle Repubbliche Socialiste Sovietiche è uno Stato sindacale formato su base volontaria associazioni di uguali Repubbliche Socialiste Sovietiche: Rebubblica Socialista Sovietica Russa, Repubblica Socialista Sovietica Ucraina, Repubblica Socialista Sovietica Bielorussa, Repubblica Socialista Sovietica Uzbeka, Repubblica Socialista Sovietica Kazaka, Repubblica Socialista Sovietica Georgiana, Repubblica Socialista Sovietica Azera, Repubblica Socialista Sovietica Lituana, Repubblica Socialista Sovietica Moldava, Repubblica Socialista Sovietica Lettone, Repubblica Socialista Sovietica Kirghisa, Repubblica Socialista Sovietica Tagika, Repubblica Socialista Sovietica Armena, Repubblica Socialista Sovietica Turkmena, Repubblica Socialista Sovietica Estone.
- Articolo 14, ogni Repubblica rappresentata dai suoi organi supremi del potere statale e gli organi dell'amministrazione statale, sono soggetti a:
  - rappresentare dell'URSS nelle relazioni internazionali, conclusione, ratifica e denuncia di trattati dell'URSS con altri Stati, stabilendo un ordine comune nelle relazioni repubbliche di unione con stati esteri;
  - questioni di guerra e di pace;
  - l'ammissione di nuove repubbliche all'URSS;
  - controllo sull'osservanza della Costituzione dell'URSS e sull'assicurazione conformità delle Costituzioni delle Repubbliche dell'URSS;
  - approvazione delle modifiche ai confini tra le repubbliche unionistiche;
  - approvazione della formazione di nuove repubbliche autonome e regioni autonome all'interno delle repubbliche sindacali;
  - organizzazione della difesa dell'URSS, guida di tutte le armate da parte delle forze dell'URSS, l'istituzione dei principi guida per l'organizzazione dell'esercito formazioni delle repubbliche sindacali;
  - commercio estero basato sul monopolio statale;
  - tutela della sicurezza dello Stato;
  - elaborazione di piani economici nazionali dell'URSS;
  - approvazione del bilancio unificato statale dell'URSS e relazione sulla sua esecuzione, determinazione delle tasse e delle entrate, bilanci del sindacato, repubblicano e Locale;
  - gestione di banche, industriali e agricole istituzioni e imprese, nonché imprese commerciali - subordinazione di tutti i sindacati; direzione generale dell'industria e la costruzione della subordinazione sindacale repubblicana;
  - gestione dei trasporti e delle comunicazioni di rilevanza tutta unionale;
  - gestione del sistema monetario e creditizio;
  - organizzazione dell'assicurazione statale;
  - conclusione ed erogazione di prestiti;
  - stabilire i principi di base dell'uso del suolo, nonché utilizzo del sottosuolo, delle foreste e delle acque;
  - stabilire i principi di base nel campo dell'istruzione e assistenza sanitaria;
  - organizzazione di un sistema unitario di contabilità economica;
  - stabilire i fondamenti della legislazione del lavoro;
  - stabilire i fondamenti della normativa sulla magistratura e procedimenti giudiziari, fondamenti di diritto civile e penale legislazione;
  - normativa sulla cittadinanza sindacale;
  - legislazione sui diritti degli stranieri;
  - stabilire i fondamenti della legislazione sul matrimonio e sulla famiglia;
  - pubblicazione degli atti tutta l'Unione in materia di sanatoria.
- Articolo 15, la sovranità delle repubbliche dell'Unione è limitata solo nei limiti di cui all'articolo 14 della Costituzione dell'URSS. Al di fuori di questi limiti, ogni repubblica sindacale realizza lo stato potere da solo. L'URSS protegge i diritti sovrani delle repubbliche alleate.
- Articolo 16, ciascuna Repubblica dell'Unione ha una propria Costituzione, tenendo conto delle peculiarità della repubblica e costruito integralmente secondo la Costituzione dell'URSS.
- Articolo 17, ogni repubblica conserva il diritto uscita libera dall'URSS sul consenso del popolo operaio, a base di un referendum.
- Articolo 18, il territorio delle repubbliche dell'Unione non può essere modificato senza il loro consenso.
- Articolo 19, le leggi dell'URSS avranno uguale vigore nel territorio di tutte le Repubbliche Socialiste Sovietiche.
- Articolo 20, in caso di discrepanza tra il diritto di una Repubblica dell'Unione e Legge di tutta l'Unione, è in vigore la legge di tutta l'Unione.
- Articolo 21, per i cittadini dell'URSS, un unico tipo di cittadinanza. Ogni cittadino di una Repubblica dell'Unione Sovietica è cittadino dell'URSS.
- Articolo 22, la Repubblica Socialista Federativa Sovietica Russa è composta da:
  - repubbliche socialiste sovietiche autonome: RSSA di Baschiria, RSSA di Buriazia, RSSA di Cabardino-Balcaria, RSSA di Calmucchia, RSSA di Carelia, RSSA di Cecenia-Inguscezia, RSSA Ciuvascia, RSSA dei Comi, RSSA Daghestana, RSSA Jakuta, RSSA dei Mari, RSSA Mordvina, RSSA dell'Ossezia Settentrionale, RSSA Tatara, RSSA di Tuva, RSSA Udmurta;
  - regioni autonome: Oblast' autonoma di Adighezia, Oblast' autonoma di Gorno-Altaj, Oblast' autonoma ebraica, Oblast' autonoma di Karačaj-Circassia, Oblast' autonomadi Tuva, Oblast' autonoma di Chakassia, Oblast' autonomadi Kalmyk.
- Articolo 23, La Repubblica socialista sovietica ucraina è composta dalle regioni: Vinnycja, Dnipropetrovs'k, Donetsk, Kiev, Odessa, Charkiv, Černihiv e la Repubblica Socialista Sovietica Autonoma Moldava.
- Articolo 24, la Republica Socialista Sovietica Azera è composta dalla Repubblica Socialista Sovietica Autonoma di Naxçıvan e dalla Regione Autonoma del Nagorno Karabakh
- Articolo 25, la Republica Socialista Sovietica Georgiana è composta dalla Repubblica Socialista Sovietica Autonoma d'Agiariae e dalla Regione autonoma dell'Ossezia del Sud.
- Articolo 26, la Repubblica Socialista Sovietica Uzbeka è composta dalla Repubblica Socialista Sovietica Autonoma Karakalpaka.
- Articolo 27, Repubblica Socialista Sovietica Tagika è composta dalla Regione Autonoma di Gorno-Badachshan.
- Articolo 28, risoluzione di questioni riguardanti il regionale 291 della struttura amministrativo-territoriale delle repubbliche sindacali appartiene alle Repubbliche dell'Unione Sovietica.
- Articolo 29, La RSS armena, la RSS bielorussa, la RSS turkmena e la RSS kirghisa non includono le repubbliche autonome, così come i Kraj e le Oblast'.

#### Capitolo III– I più alti organi del potere statale dell'Unione delle Repubbliche Socialiste Sovietiche
- Articolo 30, il maggiore corpo del potere statale dell'URSS è il Soviet Supremo dell'Unione delle Repubbliche Socialiste Sovietiche.
- Articolo 31, il Soviet Supremo dell'Unione delle Repubbliche Socialiste Sovietiche esercita tutti i diritti assegnati all'Unione delle Repubbliche Socialiste Sovietiche ai sensi dell'Articolo 14 della Costituzione, poiché non rientrano, in virtù della Costituzione, nella competenza degli organi dell'URSS responsabili davanti al Soviet Supremo dell'URSS: il Presidium del Soviet Supremo dell'Unione delle Repubbliche Socialiste Sovietiche, il Consiglio dei Ministri dell'URSS e ministeri dell'URSS.
- Articolo 32, il potere legislativo dell'Unione delle Repubbliche Socialiste Sovietiche è esercitato esclusivamente dal Soviet Supremo dell'URSS.
- Articolo 33, il Soviet Supremo dell'Unione delle Repubbliche Socialiste Sovietiche è composto da due camere: il Soviet dell'Unione e il Soviet delle nazionalità.
- Articolo 34, il Soviet dell'Unione è eletto dai cittadini dell'URSS nei distretti elettorali secondo la norma: un deputato ogni 300 000 abitanti.
- Articolo 35, il Soviet delle nazionalità è eletto dai cittadini dell'URSS nelle repubbliche sindacali e autonome, nelle regioni autonome e nei distretti nazionali secondo la norma: 32 deputati per ciascuna repubblica sindacale, 11 deputati per ciascuna repubblica autonoma, 5 deputati per ciascuna regione autonoma e un deputato per ogni distretto nazionale.
- Articolo 36, il Soviet Supremo dell'Unione delle Repubbliche Socialiste Sovietiche è eletto per quattro mandati dell'anno.
- Articolo 37, entrambe le camere del Soviet Supremo dell'URSS: il Soviet dell'Unione e il Soviet delle nazionalità hanno uguali diritti.
- Articolo 38, il Soviet dell'Unione e il Soviet delle nazionalità possiedono ugualmente l'iniziativa legislativa.
- Articolo 39, una legge è considerata approvata se è adottata da entrambe le camere del Soviet Supremo dell'URSS a maggioranza semplice dei voti di ciascuna camera.
- Articolo 40, le leggi adottate dal Soviet Supremo dell'URSS sono pubblicate nelle lingue delle repubbliche dell'Unione e firmate dal Presidente e Segretario del Presidium del Soviet Supremo dell'URSS.
- Articolo 41, le sessioni del Soviet dell'Unione e del Soviet delle nazionalità iniziano e finiscono nello stesso momento.
- Articolo 42, il Soviet dell'Unione elegge il Presidente del Soviet dell'Unione e quattro deputati.
- Articolo 43, il Soviet delle Nazionalità elegge il Presidente del Soviet delle Nazionalità e quattro deputati.
- Articolo 44, i Presidenti del Soviet dell'Unione e del Soviet delle Nazionalità dirigono le riunioni delle rispettive Camere e sono responsabili della loro routine interna.
- Articolo 45, le sessioni congiunte di entrambe le camere del Soviet supremo dell'Unione delle Rapubbliche Socialiste Sovietiche sono presiedute a turno dai presidenti del Soviet dell'Unione e del Soviet delle nazionalità.
- Articolo 46, le sessioni del Soviet Supremo dell'URSS sono convocate dal Presidium del Soviet Supremo dell'Unione delle Repubbliche Socialiste Sovietiche due volte all'anno. Le sessioni straordinarie sono convocate dal Presidium del Soviet Supremo dell'URSS a sua discrezione o su richiesta di una delle repubbliche dell'Unione.
- Articolo 47, in caso di disaccordo tra il Soviet dell'Unione e il Soviet delle nazionalità, la questione è deferita a una commissione di conciliazione formata dalle camere in condizioni di parità. Se la commissione di conciliazione non perviene a una decisione consensuale o se la sua decisione non soddisfa una delle camere, la questione è esaminata una seconda volta nelle camere. In assenza di una decisione consensuale di entrambe le camere, il Presidium del Soviet Supremo dell'Unione delle Repubbliche Socialiste Sovietiche scioglie il Soviet Supremo dell'Unione delle Repubbliche Socialiste Sovietiche e convoca nuove elezioni.
- Articolo 48, il Soviet Supremo dell'URSS elegge in una riunione congiunta di entrambe le camere il Presidium del Soviet Supremo dell'URSS composto da: Presidente del Presidium del Soviet Supremo dell'URSS, quindici vicepresidenti – uno per ciascuna repubblica sindacale, il Segretario del Presidium e venti membri del Presidium del Soviet Supremo dell'URSS. Il Presidium del Soviet Supremo dell'URSS risponde in tutte le sue attività al Soviet Supremo dell'URSS.
- Articolo 49, il Presidium del Soviet Supremo dell'URSS:
  - convocano le sessioni del Soviet Supremo dell'URSS;
  - emana decreti;
  - fornisce un'interpretazione delle attuali leggi dell'URSS;
  - scioglie il Soviet Supremo dell'URSS sulla base dell'Articolo 47 della Costituzione dell'URSS e convoca nuove elezioni;
  - conduce un sondaggio nazionale (referendum) di propria iniziativa o su richiesta di una delle repubbliche sindacali;
  - abrogare le decisioni e gli ordini del Soviet dei ministri dell'URSS e i Soviet dei ministri delle Repubbliche dell'Unione in caso di loro incoerenza con la legge;
  - durante l'intervallo tra le sessioni del Soviet Supremo dell'URSS destituisce e nomina i singoli ministri dell'URSS su proposta del Presidente del Soviet dei Ministri dell'URSS con successiva sottomissione all'approvazione del Soviet Supremo dell'URSS;
  - stabilisce ordini e medaglie dell'URSS e stabilisce titoli onorari dell'URSS;
  - stabilisce ordini e medaglie dell'URSS e stabilisce titoli onorari dell'URSS;
  - esercita il diritto alla grazia;
  - stabilisce i gradi militari, i gradi diplomatici e altri gradi speciali;
  - nomina e sostituisce l'alto comando delle forze armate dell'URSS;
  - tra le sessioni del Soviet Supremo dell'URSS dichiara lo stato di guerra in caso di attacco militare all'URSS o in caso di necessità di adempiere agli obblighi del trattato internazionale per la difesa reciproca contro l'aggressione annuncia la mobilitazione generale e parziale;
  - ratificare e denunciare i trattati internazionali dell'URSS;
  - nomina e richiama plenipotenziari dell'URSS in stati esteri;
  - accettare lettere credenziali e revocatorie da accreditato con lui i rappresentanti diplomatici di stati esteri;
  - dichiara la legge marziale in località separate o in tutta l'URSS nell'interesse della difesa dell'URSS o nell'assicurare l'ordine pubblico e la sicurezza dello Stato.

- Articolo 50, il Soviet dell'Unione e il Soviet delle Nazionalità eleggono commissioni di mandato che controllano i poteri dei deputati di ciascuno camere. Su raccomandazione dei comitati per i poteri, le Camere decidono anche riconoscere i poteri, o cassare l'elezione dei singoli deputati.

- Articolo 51, il Soviet Supremo dell'URSS nomina, quando lo ritiene necessario, commissioni di inchiesta e revisione su qualsiasi questione. Tutte le istituzioni e i funzionari sono obbligati a rispettare i requisiti di queste commissioni e fornire loro il materiale e i documenti necessari.
- Articolo 52, un deputato del Soviet Supremo dell'URSS non può essere perseguito o arrestato senza il consenso del Soviet Supremo dell'URSS e nel periodo tra le sessioni del Soviet Supremo dell'URSS – senza il consenso del Presidium del Soviet Supremo dell'URSS.
- Articolo 53, dopo la scadenza dei suoi poteri o dopo lo scioglimento anticipato del Soviet Supremo dell'URSS, il Presidium del Soviet Supremo dell'URSS conserva i suoi poteri fino alla formazione di un nuovo Presidium del Soviet Supremo dell'URSS da parte del neoeletto Presidium del Soviet Supremo dell'URSS.
- Articolo 54, alla scadenza dei poteri o in caso di scioglimento anticipato del Soviet Supremo dell'URSS, il Presidium del Soviet Supremo dell'URSS convoca nuove elezioni entro e non oltre due mesi dalla data di scadenza dei poteri o di scioglimento il Soviet Supremo dell'URSS.
- Articolo 55, il neoeletto Soviet Supremo dell'URSS è convocato dal Presidium del Soviet Supremo dell'URSS della precedente composizione entro tre mesi dalle elezioni.
- Articolo 56, in una sessione congiunta di entrambe le camere, il Soviet supremo dell'URSS forma il governo dell'URSS – il Soviet dei ministri dell'URSS.

#### Capitolo IV– I più alti organi del potere statale delle Repubbliche federate
- Articolo 57, l'organo supremo del potere statale dell'URSS è il Soviet Supremo dell'Unione delle Republiche Socialiste Sovietiche.

- Articolo 58, il Soviet Supremo dell'Unione delle Republiche Socialiste Sovietiche viene eletto dai cittadini della repubblica per un periodo di quattro anni. Le norme di rappresentanza sono stabilite dalle Costituzioni delle Repubbliche dell'URSS.
- Articolo 59, il Soviet Supremo dell'Unione delle Republiche Socialiste Sovietiche è l'unico organo legislativo della repubblica.
- Articolo 60, il Soviet Supremo dell'Unione delle Republiche Socialiste Sovietiche può:
  - adottare la Costituzione della Repubblica e modificare ai sensi dell'Articolo 16 della Costituzione dell'URSS;
  - approvare le Costituzioni dei 296 membri dell'URSS e determinare i confini del loro territorio;
  - approvare il piano economico nazionale e il bilancio della repubblica;
  - esercitare il diritto all'amnistia e alla grazia dei cittadini, condannato dalle autorità giudiziarie della Repubblica dell'URSS;
  - istituire la rappresentanza di ciascuna Repubblica in relazioni internazionali;
  - stabilire la procedura per la formazione delle formazioni militari di ciascun Repubblica.
- Articolo 61, il Soviet Supremo dell'Unione delle Republiche Socialiste Sovietiche elegge il Presidium del Soviet Supremo dell'URSS in presenza di: Presidente del Presidium del Soviet Supremo dell'URSS, i suoi vice, Segretario del Presidium e membri del Presidium del Soviet Supremo dell'Unione delle Republiche Socialiste Sovietiche. I poteri del Presidium del Soviet Supremo dell'URSS determinato dalla Costituzione di ciascuna Repubblica.
- Articolo 62, condurre le riunioni del Soviet Supremo dell'Unione delle Republiche Socialiste Sovietiche elegge il Presidente del Presidium del Soviet Supremo dell'URSS e i suoi vice per condurre le riunioni.
- Articolo 63, il oviet Supremo dell'Unione delle Republiche Socialiste Sovietiche forma il Governo di ciascuna delle Repubbliche dell'URSS – il Consiglio dei ministri dell'Unione delle Republiche Socialiste Sovietiche.

#### Capitolo V– Organi dell'amministrazione statale dell'Unione delle Repubbliche Socialiste Sovietiche
- Articolo 64, il Soviet dei Commissari del Popolo dell'URSS è l'organo esecutivo e amministrativo supremo del potere statale nell'Unione delle Repubbliche Socialiste Sovietiche.
- Articolo 65, il Soviet dei Commissari del Popolo dell'URSS è responsabile nei confronti del Soviet supremo dell'URSS ed è responsabile nei suoi confronti, e tra le sessioni del Soviet supremo - nei confronti del Presidium del Soviet supremo dell'URSS, di cui è responsabile.
- Articolo 66, il Soviet dei Commissari del Popolo dell'URSS emana risoluzioni e ordini sulla base e nel rispetto delle leggi esistenti e ne controlla l'esecuzione.
- Articolo 67, i decreti e gli ordini del Soviet dei Commissari del Popolo dell'URSS sono vincolanti su tutto il territorio dell'URSS.
- Articolo 68, il Soviet dei Commissari del Popolo dell'URSS:
  - unisce e dirige il lavoro dei commissariati popolari dell'Unione Sovietica e delle altre istituzioni economiche e culturali ad essa subordinate;
  - adotta misure per attuare il piano economico nazionale, il bilancio dello Stato e rafforzare il sistema monetario;
  - adotta misure per garantire l'ordine pubblico, tutelare gli interessi dello Stato e tutelare i diritti dei cittadini;
  - svolge attività di direzione generale nell'ambito dei rapporti con l'estero;
  - determina il contingente annuale dei cittadini soggetti a leva per il servizio militare attivo, dirige lo sviluppo generale delle forze armate del Paese;
  - forma, se necessario, comitati speciali e Direzioni principali sotto il Soviet dei Commissari del Popolo dell'URSS per lo sviluppo economico, culturale e della difesa.
- Articolo 69, il Soviet dei Commissari del Popolo dell'URSS ha il diritto di sospendere le decisioni e gli ordini dei Soviet dei commissari del popolo delle Repubbliche dell'Unione e di annullare gli ordini e le istruzioni dei commissariati popolari dell'Unione Sovietica nei rami della gestione e dell'economia che cadono di competenza dell'URSS.
- Articolo 70, il Soviet dei Commissari del Popolo dell'URSS è formato dal Soviet Supremo dell'URSS ed è composto da:
  - Presidente del Soviet dei commissari del popolo dell'URSS;
  - Vice Presidenti del Soviet dei Commissari del Popolo dell'URSS;
  - Presidente della Commissione statale per la pianificazione dell'URSS;
  - Presidente della Commissione di controllo sovietico;
  - commissari del popolo dell'URSS;
  - Presidente del Comitato Acquisti;
  - Presidente della Commissione Artistica;
  - Presidente del Comitato per l'Istruzione.
- Articolo 71, il governo dell'URSS o il Commissario del popolo dell'URSS, a cui è indirizzata la richiesta di un deputato del Soviet supremo dell'URSS, sono tenuti a fornire una risposta orale o scritta nella camera corrispondente entro non più di tre giorni.
- Articolo 72, i commissari del popolo dell'URSS dirigono i rami dell'amministrazione statale che rientrano nella competenza dell'URSS.
- Articolo 73, i commissari del popolo dell'URSS emanano ordini e istruzioni nell'ambito delle competenze dei rispettivi Commissariati del popolo sulla base e in applicazione delle leggi vigenti, nonché risoluzioni e ordini del Soviet dei Commissari del Popolo dell'URSS.
- Articolo 74, i commissariati del popolo dell'URSS sono tutti dell'Unione o dell'Unione repubblicana.
- Articolo 75, i commissariati del popolo dell'URSS dirigono il ramo dell'amministrazione statale loro affidato su tutto il territorio dell'URSS, direttamente o tramite organi da loro nominati.
- Articolo 76, i commissariati del popolo Unione-Repubblicani dirigono il ramo dell'amministrazione statale loro affidato, di regola, attraverso i commissariati del popolo delle Repubbliche dell'URSS e gestiscono direttamente solo un certo numero limitato di imprese secondo un elenco approvato dal Presidium del Soviet Supremo dell'URSS.
- Articolo 77, i commissariati del popolo dell'URSS includono i seguenti Commissariati del popolo:
  - difesa;
  - affari esteri;
  - commercio estero;
  - comunicazione;
  - connessioni;
  - trasporto navale;
  - industri pesante;
  - industria della difesa.
- Articolo 78, i commissariati del popolo Unione-Repubblicani includono i seguenti commissari del popolo:
  - industria alimentare;
  - industria leggera;
  - industria del legno;
  - agricoltura;
  - allevamenti cerealicoli e zootecnici;
  - finanza;
  - commercio interno;
  - affari interni;
  - giustizia;
  - assistenza sanitaria.

#### Capitolo VI– Organi di governo delle repubbliche dell'Unione
- Articolo 79,
- Articolo 80,
- Articolo 81,
- Articolo 82,
- Articolo 83,
- Articolo 84,
- Articolo 85,
- Articolo 86,
- Articolo 87,
- Articolo 88,

#### Capitolo VII– I più alti organi del potere statale delle Repubbliche socialiste sovietiche autonome
- Articolo 89, il Soviet Supremo della Repubblica Autonoma è l'organo supremo del potere statale
- Articolo 90, il Soviet Supremo della Repubblica Autonoma è eletto dai cittadini della Repubblica per un mandato di quattro anni secondo le norme di rappresentanza stabilite dalla Costituzione della Repubblica dell'URSS.
- Articolo 91, il Soviet Supremo della Repubblica Autonoma è l'unico organo legislativo dell'RSSA.
- Articolo 92, ogni repubblica autonoma ha una propria costituzione, che tiene conto delle peculiarità della repubblica autonoma ed è costruita in piena conformità con la costituzione della repubblica sindacale.
- Articolo 93, il Presidium del Consiglio Supremo della Repubblica Autonoma è costituita dal Soviet dei Ministri della Repubblica Autonoma, in conformità con la sua Costituzione.

#### Capitolo VIII– Enti del governo locale
- Articolo 94, gli organi del potere statale in Kraj, Oblast', Oblast' autonome, Okrug, Rajon, Città, Villaggi (Staniza, Borgata, Chutor, Kišlak, Aul) sono i Soviet dei Deputati dei Lavoratori.
- Articolo 95, Kraj, Oblast', Oblast' autonome, Okrug, Rajon, Città, Villaggi (Staniza, Borgata, Chutor, Kišlak, Aul), i Soviet dei deputati dei lavoratori sono eletti rispettivamente dai lavoratori della Kraj, Oblast', Oblast' autonome, Okrug, Rajon, Città, Villaggiper un periodo di due anni.
- Articolo 96, le norme di rappresentanza nei Soviet dei deputati dei lavoratori sono determinate dalle costituzioni delle repubbliche sindacali.
- Articolo 97, i Soviet dei Deputati dei Lavoratori dirigono le attività degli organi di governo ad essi subordinati, assicurano la tutela dell'ordine statale, l'osservanza delle leggi e la tutela dei diritti dei cittadini, dirigono la costruzione economica e culturale locale, stabiliscono il bilancio locale.
- Articolo 98, i Soviet dei Deputati dei Lavoratori prendono decisioni ed emanano ordini nei limiti dei diritti loro concessi dalle leggi dell'URSS e della Repubblica dell'Unione.
- Articolo 99, gli organi esecutivi e amministrativi del Kraj, Oblast', Oblast' autonome, Okrug, Rajon, Città, Villaggi dei deputati del popolo lavoratore sono i comitati esecutivi da loro eletti, composti dal presidente, dai suoi vice, dal segretario e dai membri.
- Articolo 100, l'organo esecutivo e amministrativo dei Soviet rurali dei deputati dei lavoratori nei piccoli insediamenti, in conformità con le Costituzioni delle repubbliche dell'Unione, sono il presidente, il suo vice e segretario da loro eletti.
- Articolo 101, gli organi esecutivi dei Soviet dei deputati dei lavoratori rispondono direttamente sia al Soviet dei deputati dei lavoratori, che li ha eletti, sia all'organo esecutivo del Soviet supremo dei deputati dei lavoratori.

#### Capitolo IX– Tribunale e procura
- Articolo 102, la giustizia in URSS è amministrata dalla Corte Suprema dell'URSS, dalle Corti supreme delle Repubbliche dell'Unione, dai tribunali territoriali e regionali, dai tribunali delle repubbliche autonome e delle regioni autonome, dai tribunali distrettuali, dai tribunali speciali dell'URSS istituiti con decreto del Soviet Supremo dell'URSS e i tribunali popolari.
- Articolo 103, l'esame delle cause in tutti i tribunali è svolto con la partecipazione degli assessori del popolo, salvo i casi specificamente previsti dalla legge.
- Articolo 104, la Corte Suprema dell'URSS è il più alto organo giudiziario. La Corte Suprema dell'URSS ha il compito di supervisionare le attività giudiziarie di tutti gli organi giudiziari dell'URSS e delle repubbliche dell'Unione.
- Articolo 105, la Corte Suprema dell'URSS e i tribunali speciali dell'URSS sono eletti dal Soviet Supremo dell'URSS per un mandato di cinque anni.
- Articolo 106, le Corti supreme delle Repubbliche dell'Unione sono elette dai Soviet Supremi delle Repubbliche dell'Unione per un mandato di cinque anni.
- Articolo 107, le Corti Supreme delle Repubbliche Autonome sono elette dai Soviet Supremi delle Repubbliche Autonome per un mandato di cinque anni.
- Articolo 108, i tribunali territoriali e regionali, i tribunali delle Regioni Autonome, i tribunali distrettuali sono eletti dai Soviet territoriali, regionali o distrettuali dei deputati dei lavoratori o dai Soviet dei deputati dei lavoratori delle regioni autonome per un mandato di cinque anni.
- Articolo 109, i tribunali popolari sono eletti dai cittadini della regione sulla base del suffragio universale, diretto e paritario a scrutinio segreto per un periodo di tre anni.
- Articolo 110, il procedimento giudiziario si svolge nella lingua dell'Unione o della Repubblica Autonoma o della Regione Autonoma, con la disposizione per le persone che non parlano questa lingua di familiarizzare pienamente con i materiali della causa attraverso un interprete, nonché il diritto di parlare in tribunale nella loro lingua madre.
- Articolo 111, il processo dei casi in tutti i tribunali dell'URSS è aperto, poiché la legge non prevede eccezioni, con la previsione dell'imputato il diritto alla difesa.
- Articolo 112, i giudici sono indipendenti e soggetti solo alla legge.
- Articolo 113, la supervisione suprema sull'esatta esecuzione delle leggi da parte di tutti i Commissariati del popolo e delle loro istituzioni subordinate, nonché dei singoli funzionari e dei cittadini dell'URSS, è affidata al procuratore dell'URSS.
- Articolo 114, il procuratore dell'URSS è nominato dal Soviet supremo dell'URSS per un mandato di sette anni.
- Articolo 115, i pubblici ministeri repubblicani, territoriali e regionali, nonché i pubblici ministeri delle Repubbliche Autonome e delle Regioni Autonome, sono nominati dal procuratore dell'URSS per un mandato di cinque anni.
- Articolo 116, i pubblici ministeri distrettuali, regionali e della città sono nominati dai pubblici ministeri delle repubbliche dell'Unione con l'approvazione del procuratore dell'URSS per un mandato di cinque anni.
- Articolo 117, gli organi della procura esercitano le loro funzioni indipendentemente da qualsiasi organo locale, essendo subordinati solo al procuratore dell'URSS.

#### Capitolo X– Diritti e doveri fondamentali dei cittadini
- Articolo 118, i cittadini dell'URSS hanno il diritto al lavoro, cioè il diritto a ricevere un lavoro garantito con un compenso per il loro lavoro in base alla sua quantità e qualità. Il diritto al lavoro è assicurato dall'organizzazione socialista dell'economia nazionale, dalla crescita costante delle forze produttive della società sovietica, dall'eliminazione della possibilità di crisi economiche e dall'eliminazione della disoccupazione.
- Articolo 119, i cittadini dell'URSS hanno il diritto al riposo. Il diritto al riposo è assicurato dalla riduzione della giornata lavorativa per la stragrande maggioranza dei lavoratori a 7 ore, dall'istituzione di ferie annuali per i lavoratori e dipendenti retribuiti, dalla previsione di un'ampia rete di sanatori, case di riposo e circoli per servire i lavoratori.
- Articolo 120, i cittadini dell'URSS hanno diritto alla sicurezza materiale in età avanzata, nonché in caso di malattia e disabilità. Questo diritto è garantito dall'ampio sviluppo delle assicurazioni sociali per i lavoratori e dipendenti a spese dello Stato, dall'assistenza medica gratuita per i lavoratori e dalla fornitura di un'ampia rete di resort ad uso dei lavoratori.
- Articolo 121, i cittadini dell'URSS hanno diritto all'istruzione. Questo diritto è garantito dall'istruzione primaria obbligatoria, dall'istruzione gratuita, compresa l'istruzione superiore, da un sistema di borse di studio statali per la stragrande maggioranza degli studenti dell'istruzione superiore, dall'istruzione nelle scuole nella loro lingua madre, dall'organizzazione della formazione industriale, tecnica e agronomica gratuita dei lavoratori presso le fabbriche, le fattorie statali, le stazioni di macchine e trattori e le fattorie collettive.
- Articolo 122, le donne in URSS hanno pari diritti con gli uomini in tutti i settori della vita economica, statale, culturale e sociopolitica. La possibilità di esercitare questi diritti delle donne è assicurata garantendo alle donne uguali diritti rispetto agli uomini al lavoro, alla retribuzione, al riposo, alla previdenza sociale e all'istruzione, la tutela statale degli interessi della madre e del bambino, la concessione di un congedo retribuito durante la gravidanza, un'ampia rete di maternità, asili nido e asili nido.
- Articolo 123, l'uguaglianza dei diritti per i cittadini dell'URSS, indipendentemente dalla loro nazionalità e razza, in tutti i settori della vita economica, statale, culturale e sociopolitica è una legge immutabile. Ogni restrizione diretta o indiretta dei diritti o, al contrario, l'instaurazione di vantaggi diretti o indiretti dei cittadini a seconda della loro origine razziale e nazionale, nonché ogni predicazione di esclusività razziale o nazionale, o di odio e negligenza, sono punibili con la legge.
- Articolo 124, per garantire la libertà di coscienza ai cittadini, la Chiesa in URSS è separata dallo Stato e la scuola dalla Chiesa. A tutti i cittadini è riconosciuta la libertà di culto e la libertà di propaganda antireligiosa.
- Articolo 125, conformemente agli interessi dei lavoratori e al fine di rafforzare il sistema socialista, i cittadini dell'URSS sono garantiti dalla legge:
  - libertà di parola;
  - libertà di stampa;
  - libertà di riunione e manifestazione;
  - libertà di cortei e manifestazioni in strada. [...]
- (Articolo 125) [...] Questi diritti dei cittadini sono garantiti fornendo ai lavoratori e alle loro organizzazioni tipografie, scorte di carta, edifici pubblici, strade, mezzi di comunicazione e altre condizioni materiali necessarie per la loro attuazione.
- Articolo 126, conformemente agli interessi dei lavoratori e al fine di sviluppare l'iniziativa organizzativa e l'attività politica delle masse popolari, ai cittadini dell'URSS è garantito il diritto di formare organizzazioni pubbliche: sindacati, associazioni cooperative, organizzazioni giovanili, sport e le organizzazioni di difesa, le società culturali, tecniche e scientifiche e i cittadini più attivi e consapevoli dei ranghi della classe operaia e di altri settori dei lavoratori sono uniti nel Partito Comunista di tutta l'Unione (Bolscevichi), che è l'avanguardia i lavoratori nella loro lotta per rafforzare e sviluppare il sistema socialista e rappresenta il nucleo guida di tutte le organizzazioni dei lavoratori, sia pubbliche che statali.
- Articolo 127, ai cittadini dell'URSS è garantita l'inviolabilità della persona. Nessuno può essere sottoposto ad arresto se non per ordine di un tribunale o con la sanzione di un pubblico ministero.
- Articolo 128, l'inviolabilità del domicilio dei cittadini e il segreto della corrispondenza sono tutelati dalla legge.
- Articolo 129, l'URSS concede il diritto di asilo ai cittadini stranieri perseguitati per aver difeso gli interessi dei lavoratori, o dell'attività scientifica, o della lotta di liberazione nazionale.
- Articolo 130, ogni cittadino dell'URSS è obbligato a rispettare la Costituzione dell'Unione delle Repubbliche Socialiste Sovietiche, a obbedire alle leggi, osservare la disciplina del lavoro, trattare onestamente il dovere pubblico e rispettare le regole della società socialista.
- Articolo 131, ogni cittadino dell'URSS è obbligato a proteggere e rafforzare la proprietà pubblica e socialista come fondamento sacro e inviolabile del sistema sovietico, come fonte di ricchezza e potere per la madrepatria, come fonte di vita prospera e culturale per tutti i lavoratori. Le persone che invadono la proprietà pubblica e socialista sono nemiche del popolo.
- Articolo 132, la coscrizione universale è la legge. Il servizio militare nell'Armata Rossa dei Lavoratori e dei Contadini è un dovere onorevole dei cittadini dell'URSS.
- Articolo 133, la difesa della Patria è il sacro dovere di ogni cittadino dell'URSS. Tradimento della madrepatria: violazione del giuramento, passaggio dalla parte del nemico, danno al potere militare dello stato, spionaggio – sono puniti nella misura massima della legge, come il crimine più grave.

#### Capitolo XI– Sistema elettorale
- Articolo 134, elezioni dei deputati a tutti i Soviet dei Deputati Lavoratori: Soviet Supremo dell'URSS, Soviet Supremi delle Repubbliche dell'Unione, Soviet Territoriali e Regionali dei Deputati Lavoratori, Soviet Supremi delle Repubbliche Autonome, Soviet dei Deputati Lavoratori Regioni autonome, distrettuali, urbane e rurali (villaggi, fattorie, kishlak, villaggio) Consigli dei deputati dei lavoratori - sono costituiti dagli elettori sulla base del suffragio universale, eguale e diretto a scrutinio segreto.
- Articolo 135, le elezioni dei deputati sono universali: tutti i cittadini dell'URSS che abbiano compiuto i 18 anni, indipendentemente da razza e nazionalità, religione, titolo di studio, residenza, origine sociale, stato patrimoniale e attività passate, hanno il diritto di partecipare alle elezioni del deputati ed essere eletti, ad eccezione dei pazzi e delle persone condannate dal tribunale con privazione del diritto di voto.
- Articolo 136, le elezioni dei deputati sono uguali: ogni cittadino ha un voto; Tutti i cittadini partecipano alle elezioni su un piano di parità.
- Articolo 137, le donne godono del diritto di voto ed essere elette su un piano di parità con gli uomini.
- Articolo 138, i cittadini nei ranghi dell'Armata Rossa godono del diritto di eleggere ed essere eletti su base di uguaglianza con tutti i cittadini.
- Articolo 139, le elezioni dei deputati sono dirette: le elezioni a tutti i Soviet dei Deputati Lavoratori, dai Soviet di villaggio e di città dei Deputati Lavoratori fino al Soviet Supremo dell'URSS, sono svolte direttamente dai cittadini attraverso elezioni dirette.
- Articolo 140, il voto alle elezioni dei deputati è confidenziale.
- Articolo 141, i candidati alle elezioni sono nominati dai distretti elettorali. Il diritto di nominare i candidati è assicurato per le organizzazioni pubbliche e le società dei lavoratori: organizzazioni del partito comunista, sindacati, cooperative, organizzazioni giovanili e società culturali.
- Articolo 142, ciascun deputato è tenuto a riferire agli elettori nel proprio operato e nell'operato del Soviet dei Deputati Lavoratori e può essere revocato in ogni momento con decisione della maggioranza degli elettori secondo le modalità previste dalla legge.

#### Capitolo XII– Stemma, bandiera, capitale
- Articolo 143, l'emblema di stato dell'Unione delle Repubbliche Socialiste Sovietiche è costituito da una falce e un martello su un globo raffigurato ai raggi del sole e incorniciato da spighe, con 313 iscrizioni nelle lingue delle Repubbliche dell'Unione Sovietica: "Proletari di tutti i paesi, unitevi!". Nella parte superiore dello stemma c'è una stella a cinque punte.
- Articolo 144, la bandiera di stato dell'Unione delle Repubbliche Socialiste Sovietiche è costituita da un panno rosso, con un'immagine nell'angolo superiore, vicino al bastone, una falce e martello d'oro e sopra una stella rossa a cinque punte incorniciata da un bordo dorato. Il rapporto tra larghezza e lunghezza è 1:2.
- Articolo 145, la capitale dell'Unione delle Repubbliche Socialiste Sovietiche è la città di Mosca.

#### Capitolo XIII– Procedura per la modifica della costituzione
- Articolo 146, la modifica della Costituzione dell'Unione delle Repubbliche Socialiste Sovietiche è effettuata solo da decisione del Soviet Supremo dell'Unione delle Republiche Socialiste Sovietiche, adottata a maggioranza almeno ⅔ dei voti in ciascuna delle sue camere.

## Costituzione sovietica e Costituzione italiana

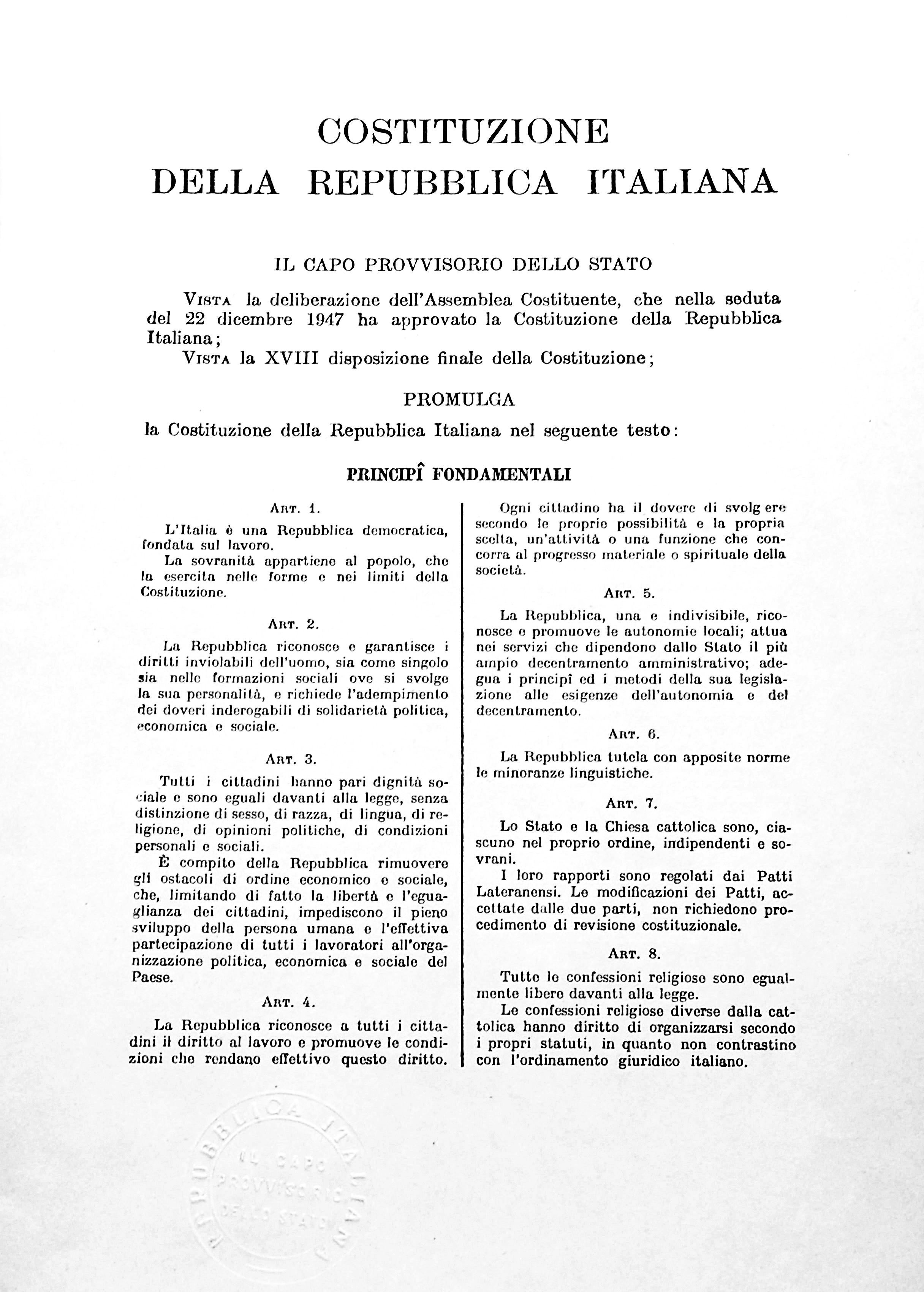
Prima pagina di uno degli originali della Costituzione italiana

La Costituzione sovietica venne lodata da Palmiro Togliatti, segretario del Partito Comunista Italiano, in alcuni discorsi all'Assemblea Costituente, come un esempio di buona legislazione, specie per quanto riguardava la giustizia sociale e la divisione tra Stato e Chiesa, come nella carta sovietica riproposta esplicitamente in quella italiana (art. 7, comma 1).
Ci sono stati casi in cui si sono paragonati alcuni contenuti della Costituzione staliniana a quelli della Costituzione della Repubblica italiana del 1948, per alcuni articoli riguardanti il lavoro, particolarmente come forma di critica da parte di esponenti anticomunisti o liberisti. Silvio Berlusconi, ad esempio, pronunciò le seguenti parole nel 2003, intervenendo ad un Convegno di Confindustria: «La formulazione dell'articolo 41 e seguenti risente delle implicazioni sovietiche che fanno riferimento alla cultura e alla costituzione sovietica da parte dei padri che hanno scritto la Costituzione», riferendosi all'articolo che recita «L'iniziativa economica privata è libera. Non può svolgersi in contrasto con la utilità sociale o in modo da recare danno alla sicurezza, alla libertà, alla dignità umana. La legge determina i programmi e i controlli opportuni perché l'attività economica pubblica e privata possa essere indirizzata e coordinata a fini sociali». Nel 1997 aveva dichiarato che «la Costituzione del 1948 [...] come sappiamo ebbe a modello la Costituzione sovietica». Tra gli altri, il politologo Giovanni Sartori rispose definendo l'affermazione «una sciocchezza» a sfondo meramente politico e non giuridico..
In realtà già la Costituzione francese del 1793 riconosceva i fini sociali dell'attività lavorativa e imprenditoriale, nonché quelli della proprietà oltre che l'uguaglianza davanti alla legge, il suffragio universale e gli altri diritti fondamentali, anche se ci sono alcune effettive somiglianze nella forma e nel contenuto di alcuni articoli tra la Costituzione sovietica del 1936 e quella italiana del 1948: ad esempio, il diritto al lavoro garantito e il dovere di lavorare o svolgere una funzione di pubblica utilità, la funzione sociale della proprietà (con l'ampia possibilità di proprietà pubblica, e il riconoscimento speciale dato alla piccola proprietà privata) e la difesa della Patria (tramite il servizio militare), quest'ultima da entrambe le costituzioni definita, tramite identiche parole, come "sacro dovere del cittadino".
 

La formulazione del primo articolo della Costituzione italiana, originariamente proposta dalla fazione di sinistra dell'Assemblea Costituente e firmata da Togliatti, Nenni e Basso fu: «L'Italia è una Repubblica democratica di lavoratori», che alludeva all'incipit della costituzione sovietica: «L'Unione delle Repubbliche Socialiste Sovietiche è uno Stato socialista di operai e contadini». In particolare, nella seduta dell'11 marzo 1947, Togliatti affermò: 
()
La proposta non fu poi approvata per pochi voti, ma il 22 marzo passò il compromesso ideato da Fanfani (esponente della corrente di sinistra della DC) e appoggiato anche dal PCI e PSI: «Repubblica democratica, fondata sul lavoro».